# Hairspray - Grasso è bello
Hairspray - Grasso è bello (Hairspray) è un film del 2007 diretto da Adam Shankman tratto dall'omonimo musical di Broadway in scena a New York dal 2002, come pure remake del film Grasso è bello di John Waters. Il film, che ha come protagonisti Nikki Blonsky, Amanda Bynes, John Travolta, Michelle Pfeiffer, Christopher Walken e Brittany Snow, presenta al suo interno le canzoni e le coreografie originali leggermente modificate tratte dal musical di Broadway.
La pellicola è stata accolta molto positivamente dalla critica e già dalla sua pubblicazione ha riscosso un enorme successo al botteghino, battendo il record per il miglior weekend d'apertura per un musical, superando l'incasso raggiunto da Mamma mia! e High School Musical 3: Senior Year. Con il passare del tempo Hairspray ha continuato ad acquistare grande popolarità e consenso, sia dal pubblico sia dalla critica, e oggi si presenta come il sesto musical con maggior successo di sempre negli Stati Uniti e si pone come uno dei film musicali di maggior successo degli ultimi dieci anni.

## Trama
Baltimora, 1962. L'adolescente Tracy Turnblad, solare e ottimista, nonostante i chili di troppo è un'ottima ballerina e sogna di partecipare un giorno al programma musicale dell'emittente televisiva locale WYZT, il Corny Collins Show. Alla trasmissione partecipano giovani ballerini bianchi che frequentano la sua stessa scuola, considerati alla stregua di vere e proprie celebrità; tra di essi figurano il carismatico e affascinante Link, del quale Tracy è da sempre segretamente innamorata, e Amber, fidanzata di quest'ultimo e figlia della snob e competitiva Velma Von Tussle, direttrice della stazione televisiva. Alla comunità nera, ancora discriminata, è riservato il Negro Day una volta al mese, che Tracy adora essendo entusiasticamente a favore dell'integrazione razziale: a scuola infatti, quando viene messa in punizione, fa amicizia con un gruppo di ragazzi neri che sfruttano ballando le molte ore di detenzione che ricevono. Tra questi c'è Seaweed, membro di punta dell'ensemble nero del programma e figlio della conduttrice del segmento Miss Parlantina Maybelle, con il quale la ragazza lega fin da subito. 
Quando una delle star del cast regolare abbandona il programma, la produzione decide di tenere un'audizione per trovare un nuovo volto da lanciare.  Tracy, inizialmente osteggiata e derisa dalle Von Tussle e senza il consenso della madre, riesce a farsi notare dal presentatore Corny Collins, di vedute molto più aperte, grazie ad alcuni passi di danza imparati da Seaweed. Entra così a far parte del cast della trasmissione e ottiene rapidamente grande successo, al punto tale da chiedere alla madre Edna di farle da agente, convincendola a uscire finalmente di casa dopo undici anni di auto-reclusione dovuta alla vergogna della propria obesità. Amber e Velma cercano in ogni modo, pur senza riuscirci, di creare problemi nella sua famiglia: sono infatti invidiose del successo di Tracy e temono che la ragazza possa conquistare Link e battere Amber al concorso di ballo Miss Lacca Teenager, tenuto ogni anno dal Corny Collins Show e di cui la giovane Von Tussle è già stata tre volte vincitrice.
Nel frattempo Seaweed e Penny, la migliore amica di Tracy, si innamorano a prima vista. Poco a poco anche Tracy sembra veder avvicinarsi il proprio sogno d'amore: un giorno Link, urtato dalla malignità con cui Amber fa mettere ingiustamente in punizione l'amica, si fa punire a sua volta appositamente per raggiungerla e ballare con lei. Quel pomeriggio i quattro partecipano a una festa organizzata dalla signora Maybelle, che però rivela loro e al cast del Negro Day che ha organizzato la serata per dare un degno addio al programma. La Von Tussle, nonostante la convinta posizione antirazzista di Corny, è riuscita a cancellare ogni occasione per i neri di esibirsi nello show; la più delusa di tutti è la piccola Inez, quattordicenne sorella di Seaweed e talentuosissima nel canto e nel ballo, che si stava preparando duramente per tentare di entrare nel cast l'anno successivo. Tracy propone allora di organizzare una manifestazione di protesta: mentre la comunità nera si organizza con entusiasmo, Edna è preoccupata per il gesto della figlia, temendo ripercussioni legali; Link invece si dissocia con grande delusione della ragazza, per non compromettere la propria carriera poiché all'imminente evento di Miss Lacca Teenager saranno presenti alcuni talent scout, chiamati per lui dalla signora Von Tussle.
Il giorno dopo Tracy è in prima linea accanto a Maybelle e Seaweed nel corteo pacifico che chiede l'integrazione tra bianchi e neri in televisione. Il gruppo si imbatte però nella polizia che li ostacola: un banale e innocente gesto di impazienza di Tracy viene ingigantito tendenziosamente, al punto da diffondere la notizia che la ragazza abbia "brutalmente aggredito e picchiato" un agente, fornendo così il pretesto per arrestare alcuni partecipanti alla manifestazione. Tracy riesce a fuggire e si rifugia a casa dell'amica Penny; tuttavia  Prudy, madre razzista e bigotta di quest'ultima, rinchiude l'una in cantina e l'altra in camera sua.
Nel frattempo Link, preoccupato per Tracy dopo aver sentito la notizia della manifestazione al telegiornale, va a casa sua per chiedere ai Turnblad se ci siano novità e qui, mentre riflette sulla situazione, si scopre finalmente innamorato di lei.
Seaweed e alcuni amici liberano Penny e Tracy, mentre il padre di quest'ultima, seppur con notevole sacrificio, decide di pagare la cauzione per far rilasciare tutti e venti i manifestanti neri arrestati nel corso della protesta.
Tracy è ricercata dalla polizia e non può partecipare a Miss Lacca Teenager, ma la ragazza, con l'aiuto dei suoi amici e dei suoi genitori, escogita un piano per entrare di nascosto nello studio dove Amber sta per vincere il concorso: fa un ingresso trionfale con un moderno look ottico, sbaraglia la rivale e balla con Link, ma nemmeno lei sarà la vincitrice. Il ragazzo infatti, sacrificando il favore dei talent scout, chiama con sè sul palco la piccola Inez e balla con lei. Il centralino viene improvvisamente inondato di voti a suo nome e la ragazzina vince il titolo, diventando così di diritto la prima ballerina dello show, che da quel momento diviene ufficialmente integrato.
La signora Von Tussle viene a sua insaputa ripresa in diretta televisiva mentre rivela alla figlia di avere manomesso in suo favore il sistema di voto e quindi licenziata in tronco. Edna si lancia nel ballo libero finale, incitata dal marito Wilbur; Corny porta con sè in scena Maybelle, che chiude trionfalmente lo show. Penny e Seaweed, e finalmente anche Tracy e Link, si baciano sul palcoscenico.

## Produzione
Il budget del film è stato di circa 75.000.000$. Le riprese del film sono iniziate il 5 settembre 2006 e terminate l'8 dicembre 2006.

## Distribuzione
Il film è uscito nelle sale negli Stati Uniti il 13 luglio 2007, mentre nelle sale italiane il 28 settembre 2007.

## Accoglienza
Il film ha ottenuto un buon incasso negli Stati Uniti, circa 118.871.849$, mentre a livello internazionale il film ha incassato circa 202.548.575$. In Italia ha incassato € 3.138.276.

## Colonna sonora
- 01. Good Morning Baltimore - Nikki Blonsky
- 02. The Nicest Kids In Town - James Marsden
- 03. It Takes Two - Zac Efron
- 04. (The Legend Of) Miss Baltimore Crabs - Michelle Pfeiffer
- 05. I Can Hear The Bells - Nikki Blonsky
- 06. Ladies' Choice - Zac Efron
- 07. The New Girl In Town - Brittany Snow
- 08. Welcome To The 60's - Nikki Blonsky & John Travolta
- 09. Run And Tell That - Elijah Kelley
- 10. Big, Blonde & Beautiful - Queen Latifah
- 11. Big, Blonde & Beautiful Reprise - John Travolta & Michelle Pfeiffer
- 12. (You're) Timeless To Me - John Travolta & Christopher Walken
- 13. I Know Where I've Been - Queen Latifah
- 14. Without Love - Zac Efron, Nikki Blonsky, Elijah Kelley & Amanda Bynes
- 15. (It's) Hairspray - James Marsden
- 16. You Can't Stop The Beat - Nikki Blonsky, Zac Efron, Amanda Bynes, Elijah Kelley, John Travolta & Queen Latifah
- 17. Come So Far (Got So Far To Go) - Queen Latifah, Nikki Blonsky, Zac Efron, Elijah Kelley
- 18. Cooties - Aimee Allen
- 19. Mama, I'm A Big Girl Now - Nikki Blonsky, Rikki Lake (Tracy Turnblad nella versione originale di Hairspray) & Marissa Jaret Winokur (Tracy Turnblad nel musical di Broadway 2002)

## Cast
John Waters appare nei panni di un esibizionista, mentre Jerry Stiller e Ricki Lake, due degli interpreti di Grasso è bello, appaiono in un cameo.
Il regista appare nel film durante la canzone (It's) Hairspray come uno degli agenti (il secondo a partire da sinistra).

### Altri ballerini
- Curtin Holdbrook - Brad
- Hayley Podschun - Tammy
- Phillip Spaeth - Fender
- Cassie Silva - Brenda
- Nick Baga - Sketch
- Sarah Jayne Jensen - Shally
- Jesse Weafer - I.Q.
- Kelly Fletcher - Lou Ann
- J.P. Ferreri - Joey
- Spencer Liff - Mikey
- Laura Edwards - Vicky
- Tabitha Lupien - Becky
- Corey Gorewicz - Bix
- Josh Feldman - Jesse
- Becca Sweitzer - Darla
- Everett Smith - Paulie
- Tiffany Engen - Loreen
- Brooke Engen - Doreen

## Riconoscimenti
- MTV Movie Awards 2008
  - Miglior performance rivelazione (Zac Efron)